# Ania z Zielonego Wzgórza (seria)

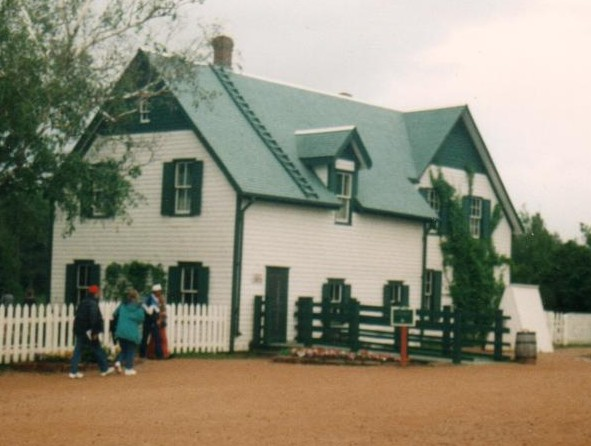
Green Gables w Cavendish, pierwowzór powieściowego Zielonego Wzgórza.

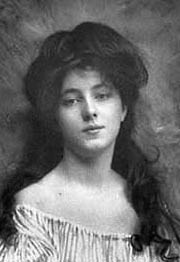
Evelyn Nesbit, której urodą obdarzyła autorka Anię Shirley

Ania z Zielonego Wzgórza (ang. Anne of Green Gables) – cykl powieści młodzieżowych autorstwa kanadyjskiej pisarki Lucy Maud Montgomery opowiadająca o losach Ani Shirley, osieroconej dziewczynki wychowanej w Avonlea przez rodzeństwo Marylę i Mateusza Cuthbertów.

## Pierwowzór bohaterki i miejsca
Inspiracją dla autorki był artykuł w gazecie mówiący o parze, której przez pomyłkę oddano do adopcji dziewczynkę zamiast chłopca, a mimo to zdecydowali się oni ją zatrzymać. Pisząc książkę Montgomery korzystała również z własnych doświadczeń z dzieciństwa. Jako niespełna dwuletnia dziewczynka została osierocona przez matkę, zaś jej ojciec oddał ją na wychowanie teściom. Lucy Maud Montgomery wychowana została przez dziadków Alexandra i Lucy Macneill w małej wiosce Cavendish na Wyspie Księcia Edwarda.
Pierwowzorem Zielonego Wzgórza, domu, w którym mieszkała tytułowa Ania, stała się posiadłość Margaret i Davida Macneillów, opiekunów jej dużo młodszej dalekiej kuzynki Myrtle Macneill (po mężu Webb). Sytuacja Myrtle, wychowywanej przez parę starszego rodzeństwa przypominała sytuację książkowej Ani Shirley, dlatego wiele osób uważało, że w osobach Maryli i Mateusza autorka sportretowała Macneillów. Ona sama konsekwentnie temu zaprzeczała. Po śmierci Macneillów Zielone Wzgórze weszło w posiadanie Myrtle i jej męża Ernesta Webba. W latach 1940. posiadłość stała się częścią Parku Narodowego Cavendish.
Jeśli chodzi o wygląd zewnętrzny pierwowzorem tytułowej bohaterki miała być nastoletnia modelka Evelyn Nesbit, której fotografię Montgomery znalazła kiedyś w jednym z amerykańskich magazynów. Pisarka wycięte zdjęcie Nesbit miała przypięte na tablicy nad swoim biurkiem.

## Powstanie i publikacja
Powieść Ania z Zielonego Wzgórza Lucy Maud Montgomery zaczęła pisać wiosną 1905. Powieść była wielokrotnie odrzucana przez wydawców kanadyjskich, dopiero w 1908 roku została wydana przez L.C. Page Company z Bostonu. Niemal natychmiast stała się bestsellerem. Mark Twain, po przeczytaniu książki nazwał Anię najukochańszym dzieckiem literackim od czasów Alicji w Krainie Czarów. Popularność powieści sprawiła, że kilka miesięcy później autorka wydała napisaną już wcześniej drugą część przygód Ani. Ze swoją bohaterką związała się do końca życia, ostatnią powieść o niej wydając w 1939 roku.

## Seria książkowa
Lucy Maud Montgomery przedstawiła historię Ani w kolejnych powieściach:
| Lp. | Tom (tytuł wersji polskiej i oryginalnej) | Publikacja oryginału | Wiek Ani |
| 1   | Ania z Zielonego Wzgórza (Anne of Green Gables) | 1908                 | 11–16    |
| 2   | Ania z Avonlea (Anne of Avonlea) | 1909                 | 16–18    |
| 3   | Ania na Uniwersytecie (Anne of the Island) | 1915                 | 18–22    |
| 4   | Ania z Szumiących Topoli (Anne of Windy Poplars) | 1936                 | 22–25    |
| 5   | Wymarzony dom Ani (Anne’s House of Dreams) | 1917                 | 25–27    |
| 6   | Ania ze Złotego Brzegu (Anne of Ingleside) | 1939                 | 34–40    |
| 7   | Dolina Tęczy (Rainbow Valley) | 1919                 | 41       |
| 8   | Rilla ze Złotego Brzegu (Rilla of Ingleside) | 1921                 | 48–53    |
| 9   | Ania z Wyspy Księcia Edwarda (The Blythes Are Quoted) Zbiór luźnych tekstów, częściowo wydany w 1974 jako The Road to Yesterday (pol. Spełnione marzenia, 2009) | 2009                 | b.d.     |

Ania pojawia się także w innych książkach, w których odgrywa mniejszą rolę:
1. Opowieści z Avonlea (Chronicles of Avonlea, 1912)
2. Pożegnanie z Avonlea (Further Chronicles of Avonlea, 1920)

W 2008 roku kanadyjska pisarka Budge Wilson wydała oficjalny prequel serii o Ani zatytułowany Droga do Zielonego Wzgórza (Before Green Gables), w którym opisała losy bohaterki przed jej przyjazdem na Zielone Wzgórze.

## Ekranizacje
Ekranizacje Kevina Sullivana
filmy:
- 1985: Ania z Zielonego Wzgórza (Anne of Green Gables) – film telewizyjny, reż. Kevin Sullivan, z Megan Follows jako Anią
- 1987: Ania z Zielonego Wzgórza: Dalsze dzieje (Anne of Green Gables: The Sequel) również pod tytułem Ania na Uniwersytecie – sequel filmu z 1985
- 2000: Ania z Zielonego Wzgórza: Dalsze losy (Anne of Green Gables: The Continuing Story) również pod tytułem Ania na wojnie – film telewizyjny nieoparty na fabule powieści, sequel filmów z 1985 i 1987
- 2005: Ania z Zielonego Wzgórza (Anne: Journey to Green Gables) – film animowany opowiadający o losach Ani przed przybyciem na Zielone Wzgórze[4][5]
- 2008: Ania z Zielonego Wzgórza: Nowy początek (Anne of Green Gables: A New Beginning) – film telewizyjny, prequel cyklu, bardzo luźno oparty na informacjach z przeszłości Ani, zawartych w książkach

seriale:
- 1989–1996: Droga do Avonlea (Road to Avonlea) – serial telewizyjny, prod. Kevin Sullivan. Ania się w nim nie pojawia, występują natomiast inne postacie z serii powieści o Ani z Zielonego Wzgórza (m.in. Gilbert Blythe i Maryla Cuthbert)
- 2000: Ania z Zielonego Wzgórza (Anne of Green Gables: The Animated Series) – serial animowany, prod. Sullivan Entertainment Inc.

Inne ekranizacje
filmy:
- 1919: Ania z Zielonego Wzgórza (Anne of Green Gables) – film niemy, w adaptacji Frances Marion, reżyserii Williama Desmond Taylora i z Mary Miles Minter w roli głównej. Najprawdopodobniej niezachowany do dziś.
- 1934: Ania z Zielonego Wzgórza (Anne of Green Gables) – film czarno-biały, reż. George Nichols Jr.
- 1956: Ania z Zielonego Wzgórza (Anne of Green Gables) – film telewizyjny, reż. Don Harron, z Toby Tarnow jako Ania
- 2016: Ania z Zielonego Wzgórza (Anne of Green Gables) – film telewizyjny, reż. John Kent Harrison; Ella Ballentine (Ania), Martin Sheen (Mateusz), Sara Botsford (Maryla)
- 2017: Ania z Zielonego Wzgórza: Dobra Gwiazda (L.M. Montgomery’s Anne of Green Gables: The Good Stars) – film telewizyjny, reż. John Kent Harrison; Ella Ballentine (Ania), Martin Sheen (Mateusz), Sara Botsford (Maryla)

seriale:
- 1972: Ania z Zielonego Wzgórza (Anne of Green Gables) – reż. Joan Craft
- 1975: Ania z Avonlea (Anne of Avonlea) – reż. Joan Craft
- 1979: Ania z Zielonego Wzgórza (jap. 赤毛のアン Akage no An) – japoński serial animowany, reż. Isao Takahata
- 2009: Kon’nichiwa Anne: Before Green Gables (jap. こんにちは アン　～Before Green Gables Kon’nichiwa An: Before Green Gables) – japoński serial animowany, reż. Katsuyoshi Yatabe
- 2017: Ania, nie Anna (Anne with an E) – prod. Netflix, reż. Niki Caro, David Evans, Paul Fox, Sandra Goldbacher, Patricia Rozema, Helen Shaver, Amanda Tapping.
- 2025: Anne Shirley (jap. アン・シャーリー An shārī) – japoński serial animowany, reż. Hiroshi Kawamata